# Tłuste (stacja kolejowa)
Tłuste (ukr. Товсте, ros. Товстэ) – stacja kolejowa w miejscowości Tłuste, w rejonie zaleszczyckim, w obwodzie tarnopolskim, na Ukrainie. Leży na linii Biała Czortkowska – Zaleszczyki – Stefaneszty.
Stacja istniała przed II wojną światową.